# San Luis (Guarayos)
San Luis ist eine Streusiedlung im Departamento Santa Cruz im Tiefland des südamerikanischen Andenstaates Bolivien.

## Lage im Nahraum
San Luis liegt in der Provinz Guarayos und ist der drittgrößte Ort im Cantón Ascención de Guarayos im Municipio Ascención de Guarayos. San Luis liegt auf einer Höhe von 194 m am Ufer des Río Negro, der hier in nördlicher Richtung fließt und ein linker Nebenfluss des Río Blanco ist.

## Geographie
San Luis liegt in der Moxos-Ebene (spanisch: Llanos de Moxos), einer mehr als 100.000 km² großen Überschwemmungssavanne im nördlichen Tiefland von Bolivien. Das Klima der Region ist ein semi-humides Klima der warmen Tropen.
Die mittlere Durchschnittstemperatur der Region liegt bei etwa 25 °C (siehe Klimadiagramm Urubichá) und schwankt nur unwesentlich zwischen 22 °C im Juni und Juli und 27 °C von Oktober bis Februar. Der Jahresniederschlag beträgt etwa 1150 mm, bei einer schwach ausgeprägten Trockenzeit von Juni bis September mit Monatsniederschlägen unter 45 mm, und einer deutlichen Feuchtezeit von November bis März mit Monatsniederschlägen zwischen 140 und 200 mm.

## Verkehrsnetz
San Luis liegt in einer Entfernung von 353 Straßenkilometern nördlich von Santa Cruz, der Hauptstadt des Departamentos.
Von Santa Cruz aus führt die asphaltierte Nationalstraße Ruta 9 zusammen mit der Ruta 4 zuerst in östlicher Richtung über Cotoca nach Puerto Pailas, überquert den Río Grande und trennt sich vierzehn Kilometer später in Pailón. Von hier aus führt die Ruta 9 über insgesamt 1175 Kilometer nach Norden bis Guayaramerín und erreicht nach 270 Kilometern Santa María de Guarayos. Unmittelbar östlich von Santa María zweigt von der Ruta 9 eine Nebenstraße in nördlicher Richtung ab in das 22 Kilometer entfernte San Luis.

## Bevölkerung
Die Einwohnerzahl der Ortschaft ist in dem Jahrzehnt zwischen den beiden letzten Volkszählungen auf mehr als das Dreifache angestiegen:
| Jahr | Einwohner         | Quelle       |
| ---- | ----------------- | ------------ |
| 1992 | keine Detaildaten | Volkszählung |
| 2001 | 200               | Volkszählung |
| 2012 | 629               | Volkszählung |
| 2024 |                   | Volkszählung |

Wichtigste Sprache im Municipio Ascención ist Spanisch, jedoch sprechen neben Quechua, Guaraní und Aymara 27,5 Prozent der Bevölkerung andere indigene Sprachen. (2001)